# Mariangiola Criscuolo
Mariangiola Criscuolo, född 1548, död 1630, var en italiensk konstnär.
Hon var verksam som målare. Hon är känd för sina porträtt, historiska målningar och altartavlor. 